# August Krogh
Schack August Steenberg Krogh (15. listopadu 1874 Grenaa, Dánsko – 13. září 1949 Kodaň) byl dánský lékař částečně romského původu, fyziolog a nositel Nobelovy ceny za fyziologii a medicínu za rok 1920 za „objev mechanismu kapilárněmotorické regulace“.